# Montecilfone
Montecilfone (Munxhufuni in arbëreshe) è un comune italiano di 1 280 abitanti della provincia di Campobasso in Molise. Situato su una collina a 405 metri sopra il livello del mare, si trova vicino al mare Adriatico e al fiume Biferno.
È uno dei quattro comuni arbëreshë, insieme a Campomarino, Portocannone e Ururi, della provincia di Campobasso, che mantiene la cultura e la lingua arbëreshe.

## Geografia fisica

### Clima e ambiente
Il clima è temperato, per cui la vegetazione è rigogliosa. Sul colle Corundoli sono presenti 80 ettari di bosco.
Dal colle del paese è possibile scorgere le catene degli Appennini abruzzesi, il promontorio del Gargano, le colline molisane, il Mar Adriatico e le Isole Tremiti visibili a occhio nudo nei giorni sereni.

## Origini del nome
Le prime notizie del paese risalgono al 1102 quando era noto come Mons Gilliani, più tardi l'abitato prese il nome di Castrum Gylphoni (1309), poi citato come Mons Filfonis (1325), Moncelfoni (1328), e nel 1608 ci fu la prima citazione con il nome attuale.

## Storia

### Antike
Reperti d'epoca romana sono stati rinvenuti nelle campagne circostanti, ossia monete dell'era di Caligola (I secolo), una lapide pentagonale, statuette di bronzo, numerose tombe e vasi di terracotta.

### Medioevo
Nel Medioevo il borgo è citato nell'epoca angioina per l'esistenza di una grangia nel bosco Corundoli (1276), a difesa dei possessi dell'ordine cavalleresco di Malta. Il fortino andò distrutto, nel 1442 l'avvento degli Aragonesi portò il possedimento nelle mani dei feudatari di Alfonso I, la cui stirpe iniziò con Giacomo Montagano. Nel 1764 il feudo andò in mano al marchese d'Avalos di Vasto don Carlo Cesare, e passò al figlio Francesco d'Avalos, ancora in vita quando nel 1806 fu abolito il feudalesimo. In quell'anno Montecilfone divenne comune, incluso nel distretto di Larino nella provincia di Campobasso.
Il paese è uno dei borghi della costa adriatica fondati dalla comunità albanese nella metà del XV secolo, quando un terremoto sconvolse gli abitati preesistenti, successivamente ricolonizzati da una spedizione di Giorgio Castriota Scanderbeg (1468). Le famiglie di pastori albanesi colonizzarono i resti dei vecchi borghi distrutti dal terremoto del 1456, e si stanziarono nella piana collinare tra Guglionesi e Larino, fondando i centri di Palata, Portocannone, Ururi, Santa Croce di Magliano, Campomarino. Presto i centri ebbero una cultura a sé stante di rito ortodosso, tuttavia rimanendo aperta alla tradizione cattolica, stando sotto lo stretto controllo del Regno di Napoli. Pertanto tutt'oggi in questa fascia collinare-costiera nella zona di Termoli e Larino, e dunque anche a Montecilfone, è possibile riconoscere delle differenze rispetto agli altri comuni molisani sia linguistiche sia architettoniche.

### Montecilfone oggi
Il 16 agosto 2018 alle 20.19 il paese è epicentro di una scossa di terremoto di magnitudo 5,2 che ha avuto eco in tutto il centro-sud d'Italia, che ha provocato alcuni crolli e danni agli edifici, senza vittime e feriti.
Il comune ha il desiderio e l'obiettivo di tutelare la specifica identità etnica d'origine greco-albanese. A tal fine le diverse istituzioni presenti sul territorio si attivano con progetti e realizzano iniziative diversificate.
Nell'estate 2022 l'amministrazione comunale annuncia un piano di rilancio turistico che vede al centro della sua attività la lingua e la cultura arbëresh, collaborando anche con i discendenti dall'altra parte dell'Adriatico.

### Simboli
Lo stemma è d'azzurro al grifone d'oro, rivoltato e fermo sulle due cime di tre monti al naturale di verde, coronato con corona reale d'oro, sormontata dal globo crucifero, impugnante, per la lama, con le branche anteriori una spada d'argento in banda, la testa volta a destra mirante una stella d'argento con cinque punte, posta nel cantone destro del capo. Il gonfalone è un drappo troncato di giallo e di azzurro.
Lo stemma e il gonfalone sono stati adottati con deliberazione del consiglio comunale n. 25 del 28 giugno 1983, concessi con decreto del presidente della Repubblica n. 436 del 16 dicembre 1983 e trascritti nel Registro Araldico dell'Archivio Generale Centrale dello Stato il 14 marzo 1984.

## Monumenti e luoghi d'interesse

### Chiesa di San Giorgio
Si tratta del principale edificio di culto del comune, nonché il suo monumento architettonico più rappresentativo. L'esistenza della chiesa è documentata dal 1618, ma si presume che fosse stata fondata un secolo prima, durante la colonizzazione croato-albanese del borgo. Nei documenti vescovili di Larino, la chiesa era priva di arredi allo stato originario, e più volte era a rischio crollo, aveva due altari laterali del Rosario e di Sant'Antonio abate, e la messa si celebrava solo una volta al mese. I redditi della chiesa erano scarsi, poche offerte sotto forma di decime e due case da affittare. Il vescovo Michele Petirri dovette costringere il comune ad assegnare un censo annuo di 15 scudi, e si occupò personalmente dei restauri. Nel 1732 la chiesa risultò in una descrizione molto più arricchita di arredi sacri, mentre nel 1753 è descritta come in cattivo stato di conservazione, e si desume l'antico impianto a croce greca. Il vescovo Giannelli propose un restauro totale insieme alle offerte popolari, affinché la chiesa fosse ampliata e ricostruita quasi daccapo. Ciò fu fatto, ma a causa della cattiva gestione, nel 1861 la chiesa veniva nuovamente restaurata e riaperta al culto, questa volta in stile neoclassico. Altri restauri si ebbero nel 1933 per volere di don Guido Valliviero, e nel 1990, quando la chiesa veniva restaurata in seguito ai danni provocati da altri terremoti nel 1968 e nel 1975.
La chiesa ha in impianto rettangolare con una semplice facciata a capanna intonacata di bianco, provvista di un portale e di un finestrone ad oculo soprastante, mentre il timpano della cornice è triangolare. Il campanile a torre è l'unico elemento originale della chiesa, in pietra locale sbozzata, provvisto di un arco stretto alla base, per l'accesso al borgo vecchio, e di una cella campanaria. La sommità è decorata da merlature. La chiesa all'interno è a navata unica, decorata da un finestrone istoriato sulla parete dell'altare, dove si nota l'effigie della Madonna Grande "Shermja Madhe", la Vergine Assunta dell'ex santuario di Ramitelli ora parrocchia della frazione di Nuova Cliternia (Campomarino), a cui sono devoti gli arbëreshë molisani. Infatti il 16 agosto le due chiese festeggiano insieme l'Assunzione della Madonna con una solenne processione.

## Società

### Evoluzione demografica
Abitanti censiti

### Etnie e minoranze straniere
Secondo i dati ISTAT al 31 dicembre 2010 la popolazione straniera residente era di 74 persone. Le nazionalità maggiormente rappresentate in base alla loro percentuale sul totale della popolazione residente erano:
- Marocco 44 3,01%
- Romania 18 1,23%

## Cultura

### Cucina
Tra i piatti tipici ci sono le droqe al ragù di agnello (pasta fatta in casa simile a fusilli). Fiorente anche la produzione di salumi: tra questi spiccano Ventricina, Soppressata e Salsiccia rossa al finocchio. È diffusa inoltre la produzione di cereali, olio d'oliva e vino.

## Amministrazione
Di seguito è presentata una tabella relativa alle amministrazioni che si sono succedute in questo comune.
| Periodo        | Periodo        | Primo cittadino          | Partito                             | Carica  | Note   |
| -------------- | -------------- | ------------------------ | ----------------------------------- | ------- | ------ |
| 12 agosto 1986 | 1º giugno 1990 | Nicola Mammoli           | lista civica                        | Sindaco | [ 10 ] |
| 1º giugno 1990 | 24 aprile 1995 | Giuseppe Ricciuti        | lista civica                        | Sindaco | [ 10 ] |
| 24 aprile 1995 | 14 giugno 1999 | Antonio Ricciuti         | Alleanza Nazionale                  | Sindaco | [ 10 ] |
| 14 giugno 1999 | 14 giugno 2004 | Giancarlo Antonio Moccia | lista civica                        | Sindaco | [ 10 ] |
| 14 giugno 2004 | 8 giugno 2009  | Giancarlo Antonio Moccia | lista civica                        | Sindaco | [ 10 ] |
| 8 giugno 2009  | 26 maggio 2014 | Franco Pallotta          | lista civica                        | Sindaco | [ 10 ] |
| 26 maggio 2014 | 27 maggio 2019 | Franco Pallotta          | lista civica Montecilfone nel cuore | Sindaco | [ 10 ] |
| 27 maggio 2019 | 9 giugno 2024  | Giorgio Manes            | lista civica                        | Sindaco | [ 10 ] |
| 9 giugno 2024  | in carica      | Giorgio Manes            | lista civica                        | Sindaco | [ 10 ] |